# 玉舍镇
玉舍镇，是中华人民共和国贵州省六盤水市水城区下辖的一个乡镇级行政单位。
2012年，贵州省人民政府批复同意撤销玉舍彝族苗族乡，设置玉舍镇，镇政府驻玉舍村。
2015年6月4日，贵州省人民政府批复同意水城县乡镇行政区划调整，新设置的玉舍镇辖原玉舍镇、纸厂彝族乡地域，镇人民政府驻玉舍居委会。

## 行政区划
玉舍镇下辖以下地区：
格老湾村、玉舍村、上寨村、青松村、元箐村、红发村、石板箐村、大田村、前进村、新发村、兴中村、兴隆村、高炉村和纸厂彝族乡。